# Sequência generalizada
Em matemática, uma sequência generalizada ou sequência de Moore-Smith também conhecida pelo nome de origem inglesa net é um conceito que permite generaliza a ideia de limite de sequências.
Este conceito foi apresentado inicialmente por E. H. Moore e H. L. Smith em 1922. Um conceito parecido, de filtro, foi desenvolvido em 1937 por Henri Cartan.

## Definições
- Um conjunto {\displaystyle A\,} é dito conjunto direcionado se:
  - É não vazio
  - Admite uma ordem parcial {\displaystyle \geq \,}
  - Para todos {\displaystyle \alpha \,} e {\displaystyle \beta \,} em {\displaystyle A\,}, existe {\displaystyle \gamma \in A} tal que {\displaystyle \gamma \geq \alpha \,} e {\displaystyle \gamma \geq \beta \,}.

- Uma aplicação {\displaystyle x_{\alpha }:A\to X\,} é dita uma sequência generalizada se {\displaystyle A\,} é um conjunto direcionado e {\displaystyle X\,} é um espaço topológico.

- {\displaystyle x_{\alpha }\,} é dita estar eventualmente em {\displaystyle V\subseteq X\,} se existe um {\displaystyle \alpha \,} tal que:

{\displaystyle \gamma \geq \alpha \Longrightarrow x_{\gamma }\in V\,}
- {\displaystyle x_{\alpha }\,} é dita estar frequentemente em {\displaystyle V\subseteq X\,} se para todo {\displaystyle \alpha \,} existe um {\displaystyle \gamma \geq \alpha \,} tal que:

{\displaystyle x_{\gamma }\in V\,}
- {\displaystyle x_{\alpha }\,} converge para {\displaystyle x\in X\,} se está eventualmente em cada vizinhança de {\displaystyle x\,}.

- {\displaystyle x_{\alpha }\,} se acumula em {\displaystyle x\in X\,} se está frequentemente em cada vizinhança de {\displaystyle x\,}.

## Exemplos
- Uma sequência é uma sequência de Moore-Smith onde o conjunto direcionado é os naturais
- Se {\displaystyle f:\mathbb {R} \to \mathbb {R} \,} é uma função, então {\displaystyle f(x)\,} é uma sequência de Moore-Smith onde o conjunto dos números reais é o conjunto direcionado.